# Goniurosaurus kadoorieorum
Espèce
Goniurosaurus kadoorieorum est une espèce de geckos de la famille des Eublepharidae.

## Répartition
Cette espèce est endémique du Guangxi en Chine.

## Description
Le mâle holotype mesure 187,5 mm de longueur totale dont 118,0 mm de longueur standard et 69,5 mm de queue régénérée.

## Étymologie
Cette espèce est nommée en l'honneur de Horace Kadoorie et de Lawrence Kadoorie.

## Publication originale
- Yang & Chan, 2015 : Two new species of the genus Goniurosaurus (Squamata: Sauria: Eublepharidae) from southern China. Zootaxa, no 3980 (1), p. 67–80.